# Charles Pearson
Charles Pearson (4 de octubre de 1793 - 14 de septiembre de 1862) fue un abogado y político británico. Representante legal de la City de Londres y activo reformista, intervino brevemente en la política del Reino Unido cuando resultó elegido para representar a la circunscripción de Lambeth en el Parlamento por el Partido Liberal (1847-1850). Hizo campaña contra la corrupción en la selección de los jurados, por la reforma penal, por la abolición de la pena capital y por el sufragio universal.
Usó su influencia como abogado de la City para promover mejoras en las comunicaciones de transporte. Inicialmente, propuso una estación ferroviaria central para la ciudad a la que se accedería por un túnel, que sería utilizada por distintas compañías ferroviarias y que permitiría a los trabajadores llegar a la ciudad desde más lejos. Cuando este plan fue rechazado, promovió un ferrocarril subterráneo que conectara entre sí las terminales ferroviarias del lado norte de la capital. El Ferrocarril Metropolitano resultante fue el primer ferrocarril subterráneo del mundo y condujo al desarrollo de la extensa red del Metro de Londres y a la rápida expansión de la capital.

## Primeros años
Pearson nació en 1793 en el número 25 de Clement's Lane, en la ciudad de Londres. Era hijo de Thomas Pearson, tapicero y comerciante de plumas, y de su esposa Sarah. Después de educarse en Eastbourne, trabajo como aprendiz con su padre, pero decidido a estudiar derecho, obtuvo el título de solicitor en 1816. En 1817 pudo liberarse de su contrato en prácticas con el Gremio de Sederos, y se casó con Mary Martha Dutton. La pareja tuvo una hija, Mary Dutton Pearson, nacida en 1820.

## Carrera en la City y campañas políticas
En 1817, Pearson fue elegido concejal de la Corporación de la City de Londres por el distrito electoral de Bishopsgate, cargo que ocuparía desde 1817 hasta 1820 y también desde 1830 hasta 1836. Dentro de la corporación, ejerció como presidente de la junta de salud de la City de 1831 a 1833. En 1839 abandonó su actividad privada al ser nombrado procurador de la ciudad, cargo que ocupó hasta su muerte.
A pesar de su educación y de su alto estatus social, Pearson era un radical, y a lo largo de su carrera se involucró en una serie de campañas sobre temas progresistas y reformistas, incluida la eliminación de la inscripción en el monumento al gran incendio de Londres culpando a los católicos del fuego de 1666, la abolición de las listas cerradas de jurados especiales para juicios políticos y la anulación de la prohibición de que los judíos se conviertan en agentes de bolsa en la City. Pearson estaba a favor de abolir la influencia en las instituciones de la Iglesia de Inglaterra y se oponía a la pena capital. Políticamente, apoyó el sufragio universal y la reforma electoral para equilibrar el tamaño de los distritos con representación parlamentaria. Intentó sin éxito romper los monopolios locales desarrollados por las compañías de gas, exigiendo que las tuberías de distribución fueran propiedad colectiva de los consumidores.
Pearson era miembro del Partido Liberal y en las elecciones generales de 1847 obtuvo un escaño por Lambeth. Su campaña fue impulsada por el deseo de promover su movimiento de reforma penal en el parlamento. Renunció a su escaño en 1850 valiéndose de la prerrogativa de los Cientos de Chiltern (Buckinghamshire), un antiguo privilegio que permitía abandonar el Parlamento a un representante electo.

### Campaña a favor de un ferrocarril subterráneo en la City
Reconociendo la creciente congestión en la ciudad y sus barrios en rápido crecimiento, Pearson publicó un folleto en 1845 que solicitaba la construcción de un ferrocarril subterráneo a través del valle del río Fleet hasta Farringdon. El sistema propuesto habría sido un ferrocarril atmosférico con trenes empujados a través de túneles por aire comprimido. Aunque la propuesta fue ridiculizada y quedó en nada (y es casi seguro que habría fracasado si se hubiera construido, debido a las deficiencias de la tecnología propuesta), Pearson continuó presionando durante las décadas de 1840 y 1850 a favor de distintos proyectos ferroviarios que resolvieran el problema de la congestión en la City.

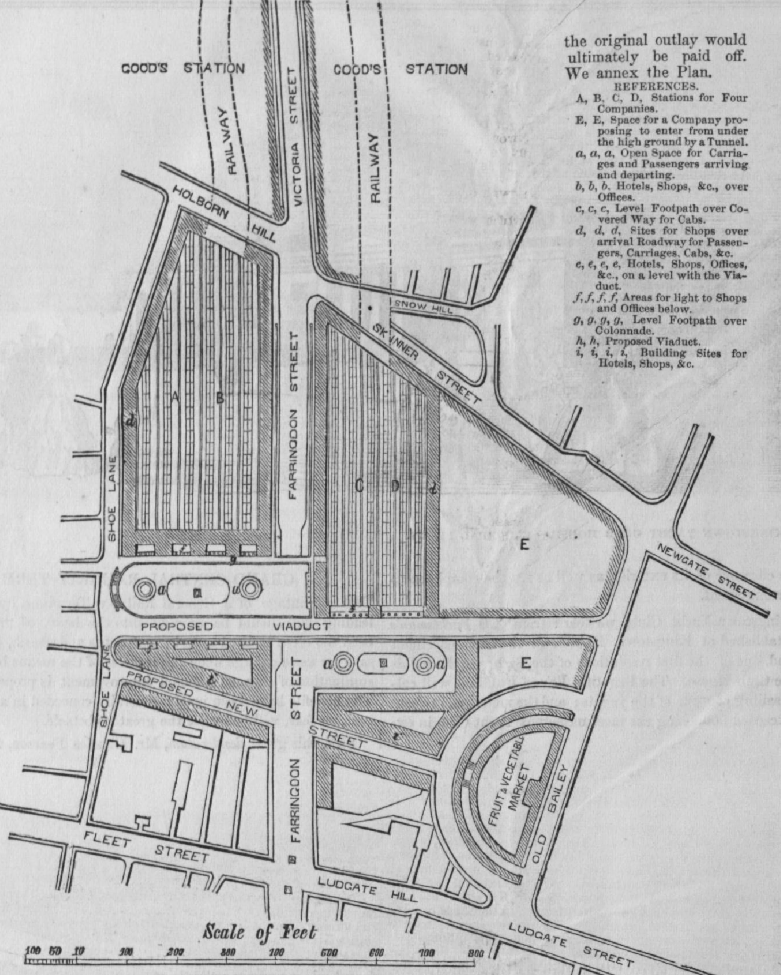
La terminal ferroviaria central propuesta por Pearson entre Fleet Street y Holborn Hill con espacio para cinco compañías ferroviarias ('A', 'B', 'C', 'D' y 'E')

En 1846 propuso con el apoyo de la Corporación de la City una estación de tren central para Londres ubicada en Farringdon, que se estimó en un costo de 1 millón de libras (unas 103 millones £ en la actualidad). El acceso de las vías a la estación, que sería compartida por varias compañías ferroviarias, estaba previsto que se realizara desde el norte realizando un túnel artificial de 80 pies (24,4 m) ancho. El objetivo de Pearson al promover este plan era facilitar la mejora de las condiciones sociales de los trabajadores de la City, permitiéndoles viajar a Londres en trenes económicos desde nuevos desarrollos residenciales de buena calidad y casas baratas construidas fuera de la capital. La "Real Comisión de la Terminal del Ferrocarril Metropolitano" de 1846 rechazó la propuesta, prefiriendo fijar un límite alrededor del centro de la capital dentro del que no se podrían tender nuevas líneas ferroviarias.
En 1854 se creó un Comité Parlamentario especial para examinar una serie de nuevas propuestas para los ferrocarriles de Londres. Pearson propuso un ferrocarril que conectara la Terminal de Londres, y presentó como evidencia la primera encuesta sobre el tráfico que llegaba a Londres, que demostró el alto nivel de congestión causado por la gran cantidad de carros, taxis y ómnibus que llenaban las carreteras. El comentario de Person sobre este hecho fue que:

el hacinamiento de la ciudad se debe, en primer lugar, al aumento natural de la población y de la superficie del distrito circundante; y en segundo lugar, a la afluencia de pasajeros de provincias a través de los grandes ferrocarriles del norte de Londres. La obstrucción experimentada en las calles es generada por los ómnibus y taxis que vienen de las distantes estaciones para traer a los viajeros de provincias hacia y desde el corazón de la ciudad. Señalo a continuación el gran aumento de lo que se podría llamar la población migratoria, la población de la ciudad que ahora va y viene entre el campo y la ciudad, que sale de la City de Londres todas las tardes y regresa todas las mañanas.

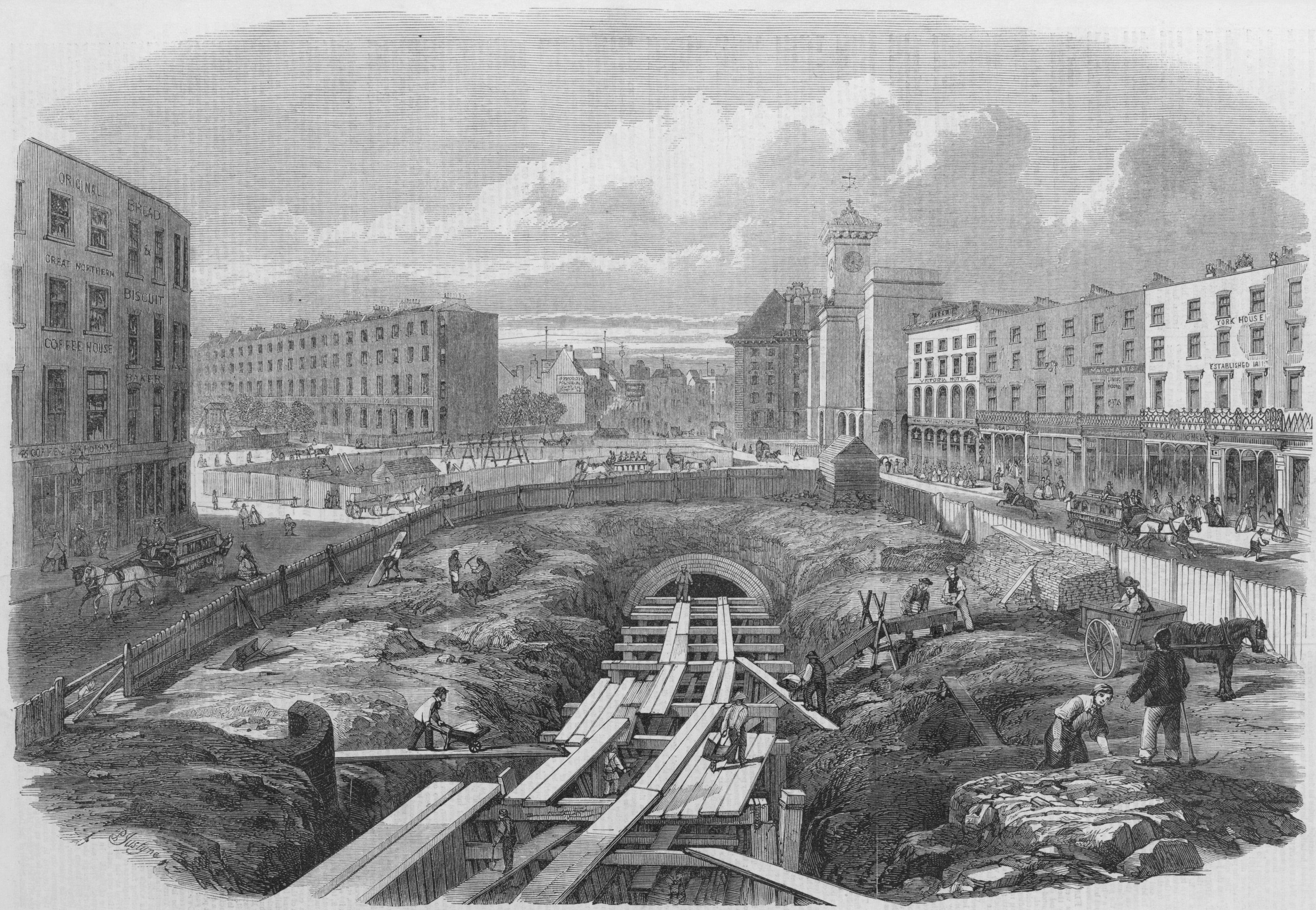
Construcción del Ferrocarril Metropolitano cerca de la estación de King's Cross en 1861

Muchos de los proyectos propuestos fueron rechazados, pero la Comisión recomendó que se construyera un ferrocarril que uniera las terminales ferroviarias con los muelles y con la Oficina General de Correos en St. Martin's Le Grand. Una propuesta de ley privada para el Ferrocarril Metropolitano entre Praed Street en Paddington y Farringdon recibió el consentimiento real el 7 de agosto de 1854.
Aunque no era un directivo ni un accionista significativo de la nueva empresa, Pearson continuó promoviendo el proyecto durante los años siguientes y usó su influencia para ayudar a la empresa a recaudar el millón de libras esterlinas de capital necesario para la construcción de la línea. Publicó un folleto, Una carta de veinte minutos a los ciudadanos de Londres, a favor del Ferrocarril Metropolitano y la Estación de la City, alentando la inversión, e incluso convenció a la City de Londres para que invirtiera sobre la base de que el ferrocarril aliviaría los problemas de congestión de la ciudad. Una vez que el ferrocarril se puso en servicio, la City vendió sus acciones con ganancias. En 1860 se habían recaudado los fondos necesarios y se decidió la ruta final. Una vez iniciadas las obras, se tardó menos de tres años en excavar el túnel artificial a través de algunos de los peores barrios bajos del Londres de la época victoriana y por debajo de algunas de las calles más concurridas de la ciudad.
Pearson murió debido a un edema el 14 de septiembre de 1862 en su casa en West Hill, en Wandsworth, y no vivió lo suficiente como para ver la apertura del Ferrocarril Metropolitano el 10 de enero de 1863. Había rechazado el ofrecimiento de una gratificación por parte de la agradecida compañía ferroviaria, pero, poco después de la apertura del ferrocarril, a su viuda se le concedió una dotación anual de 250 libras esterlinas.
Fue enterrado en el Cementerio de West Norwood el 23 de septiembre de 1862.

## Legado
El escritor del transporte Christian Wolmar considera que Pearson tiene "con mucho, la mejor justificación" para ser considerado el primero en proponer la idea de un ferrocarril subterráneo para lidiar con el problema de la congestión de Londres. Michael Robbins considera que "sin la defensa constante de Pearson -su conducta de «tábano», que logró compaginar con el desempeño de un alto cargo en la City de Londres- el Ferrocarril Metropolitano, el primero de su tipo en el mundo, y el núcleo del sistema subterráneo de Londres, no podría haber llegado a existir cuando lo hizo".
Cuando se inauguró, el Ferrocarril Metropolitano tuvo un impacto significativo en el tráfico de las calles, particularmente entre los carruajes y los ómnibus, pero se recuperó rápidamente a casi sus niveles anteriores, a pesar de que el Ferrocarril Metropolitano también transportó a más de 9 millones de pasajeros en su primer año de operación. El Ferrocarril Metropolitano y la red de líneas subterráneas que surgió de él fue el primero en el mundo, y la idea no se adoptó en otros lugares hasta 1896, cuando se abrieron tanto el Metro de Budapest como el Metro de Glasgow. Sin la promoción de Pearson de la idea de un ferrocarril subterráneo cuando lo hizo, es posible que los desarrollos de transporte a finales del siglo XIX, como los tranvías eléctricos y los vehículos propulsados por motores de explosión, podrían haber significado que se ignorara la solución subterránea. La expansión de la capital que permitió el soterramiento y sus extensiones suburbanas en superficie fue considerable y rápida, y permitió que la población de lo que hoy es el Gran Londres pasara de 3.094.391 habitantes en 1861 a 6.226.494 en 1901.